# Pro Wrestling Noah
Pro Wrestling Noah (англ. プロレスリング・ノア, стилизованное название Pro Wrestling NOAH) — японский рестлинг-промоушен. Основан в 2000 году бывшим рестлером All Japan Pro Wrestling (AJPW) Мицухару Мисавой после того, как он возглавил массовый исход кадров, в результате которого 24 из 26 контрактных рестлеров AJPW покинули промоушен и образовали Noah.
Noah провел свои первые шоу в августе 2000 года и учредил Global Honored Crown в качестве фиктивного руководящего органа для своей коллекции чемпионских титулов. На протяжении своей 21-летней истории Noah сотрудничала с New Japan Pro-Wrestling (NJPW), All Japan Pro Wrestling (AJPW), Ring of Honor (ROH), Impact Wrestling (ранее TNA), Lucha Libre AAA Worldwide (AAA) и Big Japan Pro Wrestling (BJW). В январе 2020 года компания была приобретена CyberAgent, материнской компанией DDT Pro Wrestling, руководители DDT взяли на себя управление Noah, а контент Noah появился на стриминговом сервисе DDT — Wrestle Universe.

## История

### Noah при Мисаве (2000—2009)
В январе 1999 года основатель и промоутер AJPW Гигант Баба умер, оставив компанию в руках своей вдовы Мотоко Баба в качестве владельца и Мисавы в качестве президента. Однако, разочаровавшись в предложенном Мотоко Баба направлении развития компании, Мисава покинул промоушен 28 мая 2000 года и основал новый промоушен под названием Pro Wrestling Noah. Все, кроме двух местных звезд (Масанобу Фути и Тосиаки Кавада) и восьми гайдзинов (Маунакеа Моссман, Джонни Смит, Джордж Хайнс, Майк Бартон, Джим Стил, Майк Ротунда, Стэн Хэнсен и «Доктор Смерть» Стив Уильямс), последовали за Мисавой. Название промоушена отсылает к библейской истории о Ное, в которой люди и животные в ковчеге выживают после потопа и начинают новую жизнь. Эта история рассматривалась как параллель с уходом рестлеров из AJPW. Оригинальный логотип Ноа — ковчег с голубем, держащим оливковую ветвь, — отсылал к этой истории.
Pro Wrestling Noah — это, по сути, продолжение промоутерской системы AJPW 1990-х годов, с небольшим послаблением, позволяющим участвовать в соревнованиях рестлерам из других промоушенов, что запрещал Гигант Баба. Noah также имеет сильный дивизион младших тяжеловесов, чего AJPW не хватало в 1990-х годах из-за отсутствия продвижения молодых звезд (таких как Ёсинобу Канэмару, Кэнта Кобаси и Наомити Маруфудзи, которые быстро стали младшими асами Noah).
Wrestling Observer назвал Noah лучшим промоушеном в 2004 и 2005 годах, а также лучшим еженедельным телевизионным шоу в 2003 году.
13 июня 2009 года Мисава в команде с Сиодзаки выступил против командных чемпионов GHC Сайто и Смита в матче за титул. Матч должен был продлиться 37 минут, но примерно за десять минут до запланированного окончания Мисава получил обратный суплекс от Сайто. Мисава был без движения, и рефери Сюити Нисинага остановил матч. Присутствующий врач попытался сделать искусственное дыхание, но безуспешно, и тело Мисавы побледнело, пока медики пытались оживить его с помощью дефибриллятора. Мисава был доставлен в больницу университета Хиросимы, где его объявили мертвым в 10:10 вечера по восточному времени, в возрасте 46 лет.
27 июня 2009 года Акира Тауэ был назван преемником Мисавы, заняв пост президента Pro Wrestling Noah.

### Noah после Мисавы (2009-н.в.)
В марте 2012 года стало известно, что руководство Noah было связано с преступным синдикатом якудза, что привело к понижению в должности генерального директора Рю Накаты и советника Харуки Эйгена и введению новых протоколов по борьбе с якудза; Noah также лишился своего телешоу в связи с этим.
3 декабря 2012 года Noah освободил Кэнту Кобаси от контракта, что, как сообщается, привело к тому, что Ацуши Аоки, Го Шиозаки, Дзюн Акияма, Котаро Судзуки и Йошинобу Канемару объявили, что не собираются подписывать контракт с промоушеном после истечения их собственных контрактов в январе 2013 года. В следующем месяце все пять человек присоединились к AJPW.
В начале 2015 года новым главным букером Noah стал рестлер NJPW Джадо. 21 апреля одна из главных звезд Noah, Такеши Моришима, был вынужден уйти из рестлинга из-за проблем с кровью.
1 ноября 2016 года было объявлено, что Noah была продана компании Estbee, занимающейся разработкой информационных технологий. В конце 2016 года NJPW отозвала всех своих рестлеров, включая всю группировку Suzuki-gun, из Noah, а в отчетах говорилось, что отношения между двумя промоушенами стали «крайне плохими». После потери отношений с NJPW посещаемость Ноа снизилась на 29 % за первые четыре месяца 2017 года. 7 февраля 2017 года Ноа объявил о деловом союзе с американским промоушеном Total Nonstop Action Wrestling (TNA), который был продлен в июле, после переименования TNA в Global Force Wrestling (GFW).
В январе 2020 года компания Noah была приобретена CyberAgent, материнской компанией DDT Pro-Wrestling. Президент DDT Санширо Такаги был назначен президентом Pro Wrestling Noah, а Наомичи Маруфудзи — вице-президентом. Мероприятия Noah начали транслироваться на потоковом сервисе Wrestle Universe. 27 июля 2020 года было объявлено, что Noah и DDT объединятся в новую компанию CyberFight. Обе компании будут работать как отдельные бренды под вывеской CyberFight.
19 ноября 2021 года Noah объявила о восстановлении отношения с NJPW: рестлеры Noah будут участвовать в третьем вечере NJPW Wrestle Kingdom 16.